# 미사와 사치카
미사와 사치카(일본어: 三澤 紗千香 みさわ さちか[*], 1993년 1월 13일 ~ )는 일본의 성우이자 가수이다. 2009년 상그리라를 통해서 성우로 데뷔하였다.

## 주요 출연작

### 애니메이션
- 2009년
  - 꿈빛 파티시엘 - 카페, 모리 미키
  - 샹그리라 - 가마고오리 유리(데뷔작)

- 2010년
  - 괴도 레냐 - 선풍기, 우주인 아케미, 이누와시, 스즈메
  - 쿠킹 아이돌 아이! 마이! 마인! - 레이레이

- 2012년
  - 사키 아치가편 - 후나쿠보 히로코[35]
  - 액셀 월드 - 흑설공주／블랙 로터스
  - 캄피오네! - 아리안나 하야마 아리알디

- 2013년
  - 귀가부 활동 기록 - 타카마도 레이나
  - 극장판 어떤 마술의 금서목록 엔디미온의 기적 - 메이고 아리사
  - 천사의 드롭 - 모모코
  - 판타지스타 돌 - 토도리 카가미

- 2014년
  - 47도도부견R - 야마나시견
  - 도쿄ESP - 아즈마 미나미
  - 막부말Rock! - 이쿠마츠
  - 악마의 리들 - 나마타메 치타루
  - 알드노아. 제로 - 레예 아리아시
  - 위치 크래프트 워크스 - 마녀
  - 평범한 여고생이 지역 아이돌을 해 보았다 - 코히나타 유카리

- 2015년
  - 성 아랫마을의 단델리온 - 요네자와 사치코

- 2016년
  - 냥보! - 키지토라
  - 액셀 월드 INFINITE BURST - 흑설공주

- 2017년
  - 토미카 하이퍼 레스큐 드라이브 헤드 - 이시노 미코토
  - BanG Dream! - 아오바 모카
  - 사쿠라다 리셋 - 노노오 세이카

- 2018년
  - 마법소녀 나 - 미카게 사쿠요(변신 전)
  - 하네바도! - 어느 선배
  - BanG Dream! 걸파☆피코 - 아오바 모카
- 2019년
  - BanG Dream 2nd Season - 아오바 모카
  - BanG Dream 3rd Season - 아오바 모카

### 게임
- 2012년
  - 액셀 월드 - 은빛 날개의 각성 - - 흑설공주 / 블랙 로터스

- 2013년
  - 디스가이아 D2 - 레니아
  - 소드 아트 온라인: 인피니티 모멘트 - 스트레아
  - 신격의 바하무트 - 포르테
  - 아키바스트립2 - 토키카제 시즈쿠
  - 압도적유희 무겐소울즈 Z - 시르마
  - 액셀 월드 - 가속의 정점 - - 흑설공주 / 블랙 로터스
  - 판타지스타 돌 - 토도리 카가미
  - 페어리 펜서 F - 에밀리
  - 하얀고양이 프로젝트 - 카스미 아사미야
  - 그림노츠 - 모모타로, 브리짓, 카리네, 카밀라, 엘레노아

- 2014년
  - 그리모어 ~사립 그리모와르 마법학원~  - 루리카와 하루노

- 2015년
  - 소드 아트 온라인: 로스트 송 - 스트레아

- 2016년
  - 그랑블루 판타지 - 포르테
  - 메이플스토리 - 메르세데스[36] 링크
  - 소드 아트 온라인: 할로우 리얼라이제이션 - 스트레아
  - 에이스 버진 - Ki-43 하야부사, D3A 99식 함상폭격기, P-38 라이트닝
  - crossbeats REV. SUNRISE - 붉은 칼날의 카나타
  - Shadowverse - 포르테

- 2017년
  - 라라마지  - 하시모토 히카리
  - 액셀 월드 VS 소드 아트 온라인 -천년의 황혼-[37] - 스트레아, 흑설공주 / 블랙 로터스
  - 액셀 월드 엔드 오브 버스트 - 흑설공주 / 블랙 로터스
  - BanG Dream! 걸즈 밴드 파티 - 아오바 모카
  - 마스터 오브 이터니티 - 데비
  - 마녀와 백기병 2 - 아마리에

- 2018년
  - 엔게이지 프린세스 - 렘레스(レムレス)